# Haseley Brook
Der Haseley Brook ist ein Wasserlauf in Oxfordshire, England. Er entsteht aus zwei kurzen unbenannten Zuflüssen westlich von Stoke Talmage und fließt in westlicher Richtung bis zu seiner Mündung in den River Thame.